# Гайдук, Иван Илларионович
Иван Илларионович Гайдук (23 июля 1923, Устиновка, Одесская губерния — 20 октября 1985, Кривой Рог, Днепропетровская область) — старший сержант Рабоче-крестьянской Красной Армии, участник Великой Отечественной войны, полный кавалер ордена Славы; в 1952 году лишён всех званий и наград в связи с осуждением.

## Биография
Иван Гайдук родился в 1923 году в селе Устиновка (ныне — Кропивницкий район Кировоградской области Украины), украинец. Окончил начальную школу. В начале Великой Отечественной войны оказался в оккупации. С апреля 1943 года находился на службе в полиции, участвовал в карательных операциях против советских граждан, арестовывал и конвоировал их, нёс охрану важных объектов. Во время наступления Красной Армии ушёл с немецкими войсками на запад.
В апреле 1944 года Гайдук был призван на службу в Рабоче-крестьянскую Красную Армию из Одесской области Украинской ССР и направлен на фронт Великой Отечественной войны.
Первый раз отличился во время форсирования Западного Буга. 20 июля 1944 года Гайдук в числе первых переправился через реку к северо-западу от Хелма и принял активное участие в боях за захват и удержание плацдарма на его западном берегу, уничтожив более 10 солдат и офицеров противника. 25 июля 1944 года во время штурма города Пулавы он уничтожил ещё 6 немецких солдат, ещё 4 взял в плен. 27 июля 1944 года гвардии красноармеец Иван Гайдук был награждён орденом Славы 3-й степени.
Во второй раз отличился во время форсирования Одера. 3 февраля 1945 года Гайдук переправился через Одер к северу от Франкфурта-на-Одере и принял активное участие в боях за захват и удержание плацдарма на его западном берегу, уничтожив 2 огневые точки и более 15 солдат и офицеров противника. Во время боя за железнодорожную станцию Рейтвейн он уничтожил ещё одну огневую точку. 17 марта 1945 года гвардии красноармеец Иван Гайдук был награждён орденом Славы 2-й степени.
В третий раз отличился во время Берлинской операции. 16-20 апреля 1945 года Гайдук участвовал в штурме Зеелова и форсировании реки Флисс, лично уничтожив 9 солдат, ещё 4 взял в плен.
Указом Президиума Верховного Совета СССР от 15 мая 1946 года за «образцовое выполнение заданий командования в боях с немецкими захватчиками» гвардии старший сержант Иван Гайдук был награждён орденом Славы 1-й степени. Этот орден ему так и не был вручён.
После окончания войны Гайдук был демобилизован. Вернулся на родину. После открытия правды о службе его в немецкой полиции в годы оккупации он был арестован и 9 октября 1951 года Военным трибуналом войск МГБ СССР по Кировоградской области приговорён к 10 годам исправительно-трудовых лагерей.
Указом Президиума Верховного Совета СССР от 29 февраля 1952 года Иван Гайдук был лишён всех званий и наград.
После отбытия наказания жил в Кривом Роге (УССР).
В 1985 году был награждён орденом Отечественной войны 2-й степени.